# بوبي أيالا
بوبي أيالا (بالإنجليزية: Bobby Ayala)‏ هو لاعب كرة قاعدة أمريكي، ولد في 8 يوليو 1969 في فينتورا في الولايات المتحدة.

## وصلات خارجية
- بوبي أيالا على موقعبيزبول رفرنس.كوم (الدوري الرئيسي) (الإنجليزية)
- بوبي أيالا على موقعبيزبول رفرنس.كوم (الدوري الثانوي) (الإنجليزية)
- بوبي أيالا على موقع مشجعي الرسوم البيانية (الإنجليزية)